# سیارک ۲۴۵۸
سیارک ۲۴۵۸ (به انگلیسی: 2458 Veniakaverin، نامگذاری:1977RC7) دو هزار و چهارصد و پنجاه و هشتمین سیارک کشف شده‌است که در ۱۱ سپتامبر ۱۹۷۷ کشف شد.
قدر مطلق سیارک برابر ۱۱٫۸۰ است.